# Walka Makoszowy
Walka Makoszowy – polski klub piłkarski (znany także jako Walka Zabrze lub Walka Makoszowy Zabrze), utworzony w 1922, mający siedzibę na osiedlu Janek. Obecnie występuje w zabrzańskiej klasie B. Największym osiągnięciem klubu jest udział w rozgrywkach III ligi.

## Historia
Początki piłki nożnej w Makoszowach sięgają 1919, kiedy to powstał klub Jedność Makoszowy, który rok później zmienił nazwę na KS Wolność Makoszowy, by po kolejnym roku upaść. W 1922 nastąpiła reaktywacja pod obowiązującą do dziś nazwą Walka Makoszowy. Większość sezonów klub spędził w niższych klasach rozgrywkowych, nie wychodząc poza 3. poziom ligowy. W sezonie 2008/2009 Walka była oficjalnym klubem filialnym Górnika Zabrze.

## Sezon po sezonie
Źródło
| Sezon                   | Liga                              | Pozycja | Punkty | Bramki | Uwagi                                  |
| ----------------------- | --------------------------------- | ------- | ------ | ------ | -------------------------------------- |
| 1998/99                 | IV liga                           | 2       | 63     | 69:33  |                                        |
| 1999/00                 | IV liga                           | 5       | 65     | 65:28  |                                        |
| 2000/01                 | IV liga (grupa śląska I)          | 2       | 43     | 44:28  |                                        |
| 2001/02                 | IV liga (grupa śląska I)          | 2       | 56     | 57:32  |                                        |
| 2002/03                 | IV liga (grupa śląska I)          | 1       | 70     | 66:23  | awans poprzez baraże                   |
| 2003/04                 | III liga (grupa 3)                | 9       | 38     | 37:37  |                                        |
| 2004/05                 | III liga (grupa 3)                | 11      | 38     | 34:37  |                                        |
| 2005/06                 | III liga (grupa 3)                | 10      | 38     | 27:36  |                                        |
| 2006/07                 | III liga (grupa 3)                | 7       | 45     | 42:35  |                                        |
| 2007/08                 | III liga (grupa 3)                | 10      | 43     | 42:37  | spadek                                 |
| reorganizacja rozgrywek |                                   |         |        |        |                                        |
| 2008/09                 | III liga (grupa opolsko-śląska)   | 5       | 45     | 36:31  | spadek                                 |
| 2009/10                 | Liga okręgowa (grupa Katowice IV) | 3       | 58     | 72:40  |                                        |
| 2010/11                 | Liga okręgowa (grupa Katowice IV) | 6       | 48     | 62:40  | spadek                                 |
| 2011/12                 | Klasa B (grupa Zabrze II)         | 7       | 30     | 37:33  |                                        |
| 2012/13                 | Klasa B (grupa Zabrze II)         | 7       | 31     | 52:46  |                                        |
| 2013/14                 | Klasa B (grupa Zabrze)            | 1       | 66     | 90:32  | awans                                  |
| 2014/15                 | Klasa A (grupa Zabrze)            | 12      | 34     | 41-63  |                                        |
| 2015/16                 | Klasa A (grupa Zabrze)            | 16      | 24     | 46-94  | wycofanie w trakcie rozgrywek i spadek |
| 2016/17                 | Klasa C (grupa Zabrze)            | 3       | 45     | 76-28  | awans                                  |
| 2017/18                 | Klasa B (grupa Zabrze)            | 4       | 41     | 63-47  |                                        |
| 2018/19                 | Klasa B (grupa Zabrze)            | 2       | 57     | 66-31  | awans                                  |
| 2019/20                 | Klasa A (grupa Zabrze)            | 10      | 20     | 20-31  |                                        |
| 2020/21                 | Klasa A (grupa Zabrze)            | 7       | 53     | 60-64  |                                        |
| 2021/22                 | Klasa A (grupa Zabrze)            | 15      | 18     | 61-129 |                                        |
| 2022/23                 | Klasa A (grupa Zabrze)            | 15      | 26     | 55-94  | spadek                                 |
| 2023/24                 | Klasa B (grupa Zabrze)            | 5       | 54     | 80-44  |                                        |
| reorganizacja rozgrywek |                                   |         |        |        |                                        |
| 2024/25                 | Klasa B (grupa Zabrze)            | 1       | 70     | 133-23 | awans                                  |
| 2025/26                 | Klasa A (grupa Zabrze)            |         |        |        |                                        |

| Oznaczenie kolorami |
| ------------------- |
| III poziom ligowy   |
| IV poziom ligowy    |
| V poziom ligowy     |
| VI poziom ligowy    |
| VII poziom ligowy   |
| VIII poziom ligowy  |
| IX poziom ligowy    |